# Akelarre (film)
Pour les articles homonymes, voir Akelarre.
Pour plus de détails, voir Fiche technique et Distribution.
Akelarre est un film espagnol réalisé par Pedro Olea, sorti en 1984.

## Synopsis
Au XVIIe siècle dans le royaume de Navarre, le seigneur Fermin lance une chasse aux sorcières.

## Fiche technique
- Titre : Akelarre
- Réalisation : Pedro Olea
- Scénario : Pedro Olea et Gonzalo Goicoechea
- Musique : Carmelo A. Bernaola
- Photographie : José Luis Alcaine
- Montage : José Salcedo
- Société de production : Amboto Producciones Cinematográficas
- Pays :  Espagne
- Genre : Drame et historique
- Durée : 102 minutes
- Dates de sortie : 
  -  Allemagne de l'Ouest : 26 février 1984 (Berlinale)

## Distribution
- Sílvia Munt : Garazi
- Mary Carrillo : Amunia
- Walter Vidarte : Don Fermín de Andueza
- Patxi Bisquert : Unai
- Iñaki Miramón : Íñigo
- Javier Loyola : Fray Miguel
- Félix Rotaeta : Juan de Areso
- Sergio Mendizábal : Antón
- Mikel Garmendia : Don Ángel
- José Luis López Vázquez : Acevedo
- Mariví Bilbao : María

## Distinctions
Le film a été présenté en sélection officielle en compétition lors de Berlinale 1984.